# هيرولد غولون
داريل هيرولد غولون (بالفرنسية: Herold Goulon)‏ أو الشهير باسم هيرولد غولون (12 يونيو 1988 في باريس) لاعب كرة قدم فرنسي يلعب حاليا لصالح نادي الدرجة الأولى لومان الفرنسي مركز الوسط المحوري كما يجيد اللعب في مركز الوسط المهاجم .

## المسيرة الرياضية
تم اختيار غولون للانضمام إلى أكاديمية كليرفونتين الشهيرة وبعد 3 سنوات انضم إلى نادي ليون وتم ادراجه ضمن الفريق الرديف . في سنة 2006 انتقل إلى نادي مدلزبره الإنجليزي ووقع على عقد يمتد لثلاث سنوات . على الرغم من أن مشجعي النادي يعتبرونه باتريك فييرا القادم إلا أنه لم يشارك سوى في الدوري الرديف وبالتالي تم فسخ العقد في سنة 2008 . في 31 يناير 2009 وافق غولون على الانضمام إلى نادي لومان وشارك في أول مباراة رسمية أمام نادي نانسي في 7 مارس بديلا في الدقيقة 83 وانتهت المباراة بالتعادل 2-2 .

## روابط خارجية
- هيرولد غولون على موقع رابطة كرة القدم الفرنسية للمحترفين (الإنجليزية)
- هيرولد غولون على موقع قاعدة بيانات كرة القدم.إي يو (الإنجليزية)
- هيرولد غولون على موقع Soccerway.com (الإنجليزية)
- هيرولد غولون على موقع عالم كرة القدم.نت (الإنجليزية)
- هيرولد غولون على موقع كووورة